# Barbus microbarbis
Barbus microbarbis là một loài cá vây tia  đã tuyệt chủng thuộc họ Cyprinidae.
Loài này chỉ có ở Rwanda.
Môi trường sống tự nhiên của chúng là sông ngòi, hồ nước ngọt, và đầm nước ngọt.